# Escabelo

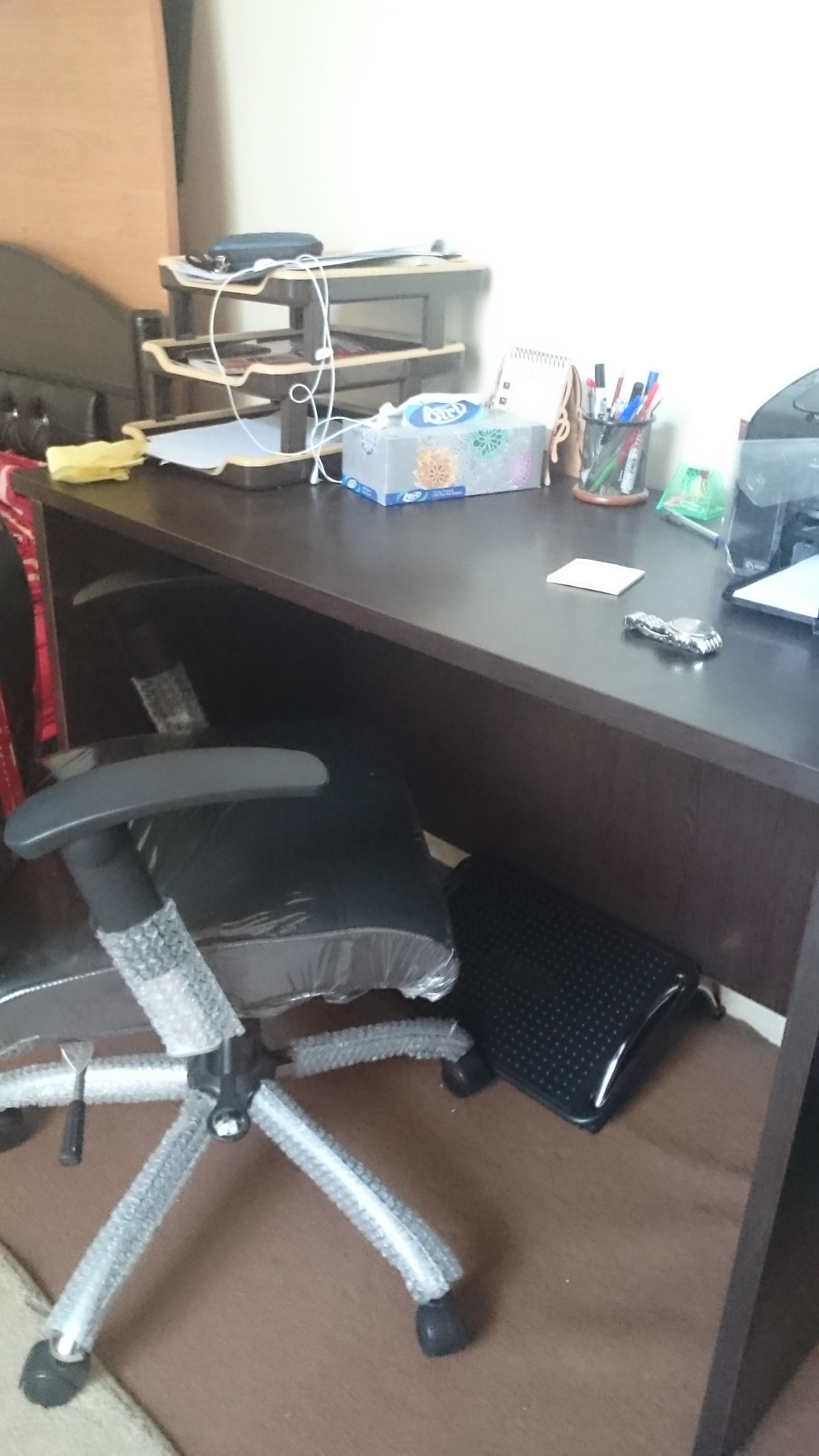
Escabelo.

Escabelo é um pequeno banco para apoiar os pés, por vezes utilizado por pedicuras. Alguns são muitos parecidos com um estrado pequeno. É utilizado por reis e governantes: quando sentam-se no trono apoiam seus pés para ter uma melhor postura ao julgar o cidadão. A Bíblia se refere ao escabelo como o local de honrar ou julgar alguém.

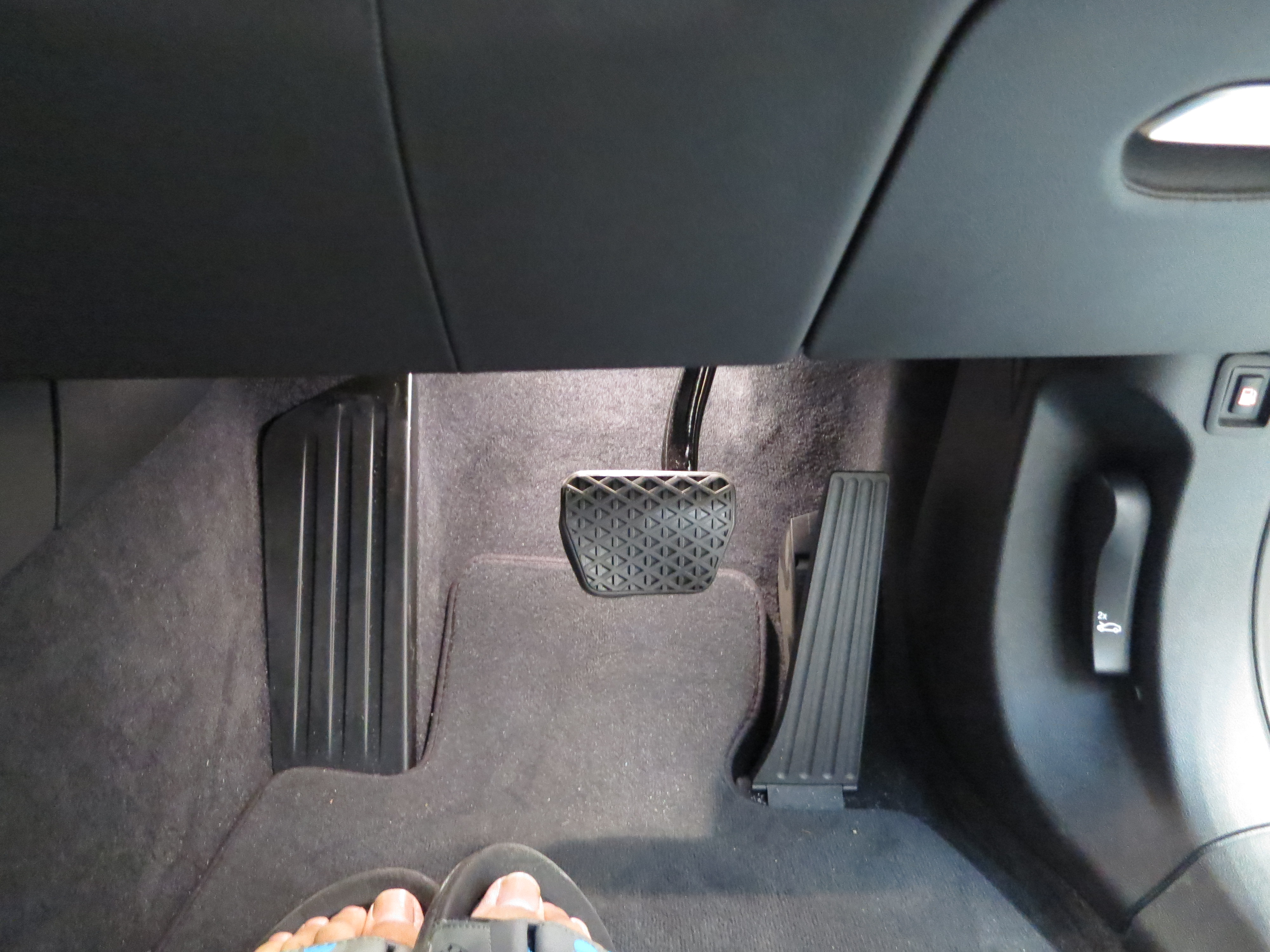
Apoiador de pé junto a pedais de um carro.

A Bíblia referencia o escabelo, por exemplo, na palavra grega ὑποπόδιον (hupopodion) nos Atos dos Apóstolos 2:35: "Até que Eu ponha os teus inimigos como escabelo para os teus pés", no hebreu הֲדֹ֥ם רַגְלָ֗יו (hadom regel) no Livro de Salmos 99:5: "Exaltai o Senhor nosso Deus, e prostrai-vos diante do escabelo de seus pés; porque ele é santo" e no hebreu כֶ֨בֶשׁ (kebesh) em II Crônicas 9:18: "O trono tinha seis degraus e um estrado de ouro, que eram ligados ao trono, e de ambos os lados tinha braços junto ao lugar do assento, e dois leões de pé junto aos braços."